# Jiajing
Jiajing (o Chia-ching, 嘉靖, nome templare: Shizong 世宗; Zhongxiang, 16 settembre 1507 – Pechino, 23 gennaio 1567) è stato imperatore della Cina dal 1521 al 1567, undicesimo della dinastia Ming.
Nacque con il nome di Zhu Houcong 朱厚熜, e fu cugino dell'imperatore Zhengde.

## Biografia

### Primi anni
Come nipote dell'imperatore Hongzhi, Jiaqing non era in linea diretta di successione al trono. Tuttavia, nel 1521, il trono divenne vacante con la morte del figlio dell'imperatore Hongzhi, l'imperatore Zhengde, che non lasciò eredi. Il quattordicenne Jiajing fu scelto per diventare imperatore e il suo feudo venne spostato da suo padre a Pechino.

### Come imperatore
Era usanza che un imperatore che non avesse un discendente diretto ne dovesse adottare uno dalla stessa famiglia, per mantenere una linea ininterrotta. Così fu proposta l'adozione di Zhu Houcong da parte dell'imperatore Zhengde, ma resistette, preferendo dare il titolo di imperatore al padre, così da diventarne il diretto successore. Una volta divenuto imperatore, Jiajing fece bandire o giustiziare molti dei suoi oppositori. Tra i quali il grande poeta Ming Yang Shen.
L'imperatore Jiajing era conosciuto per essere un imperatore crudele ed esaltato; egli decise anche di vivere in un vero e proprio isolamento dentro la Città Proibita a Pechino. Ignorando gli affari di stato, Jiajing assunse individui incapaci come Zhang Cong e Yan Song, a cui mise in mano gli affari dello stato. A quel tempo Yan Song e suo figlio Yan Shifan, dirigevano l'intero governo, un'amministrazione che venne addirittura chiamata "Primo e Secondo". I servitori leali come Hai Rui e Yang Xusheng criticarono e punirono Yan Song e suo figlio, ma vennero completamente ignorati dall'imperatore. Hai Rui e altri ministri vennero licenziati o giustiziati. Dal 1539 Jiajing abbandonò anche la pratica di ricevere i suoi ministri; poi per 25 anni rifiutò di apparire in pubblico, scegliendo di riferire la propria volontà attraverso funzionari ed eunuchi; solo Yan Song, qualche manciata di eunuchi, e pochi sacerdoti taoisti ebbero la possibilità di vedere Jiajing. Questo portò nel governo Ming ad una corruzione diffusa.
La spietatezza di Jiajing fece nascere un complotto interno, organizzato delle sue stesse concubine, per assassinarlo mentre dormiva, nell'ottobre del 1542. Una delle concubine cercò di strangolare l'imperatore con un nastro per capelli, mentre le altre ragazze gli bloccavano braccia e gambe; tuttavia il nodo non si strinse correttamente attorno al collo dell'imperatore. Nel frattempo, alcune delle congiurate furono colte dal panico e una di esse corse dall'imperatrice: il complotto venne scoperto. Tutte le concubine coinvolte, tra le quali la favorita dall'imperatore, furono giustiziate per ordine dell'imperatrice.
La dinastia Ming aveva goduto di un lungo periodo di pace, ma nel 1542 il comandante mongolo Altan Khan cominciò ad attaccare la Cina lungo la frontiera settentrionale e nel 1550 raggiunse la periferia di Pechino. L'impero, con la concessione di diritti speciali, riuscì a sedare la brama di potere del barbaro. Nel medesimo periodo, i cinesi dovettero fronteggiare anche un significativo aumento delle attività dei pirati giapponesi e cinesi (wokou) lungo la costa sud-orientale (incursioni wokou sotto Jiajing). L'intervento del famoso generale Qi Jiguang fu determinante per sconfiggere questi pirati.
A partire dal 1550 Pechino venne rinforzata con l'aggiunta della Città esterna.
Uno dei terremoti più catastrofici di tutti i tempi, il Terremoto dello Shaanxi, che uccise più di 800.000 persone, avvenne nel 1556, durante il regno dell'imperatore Jiajing.

### Perseguimenti taoisti

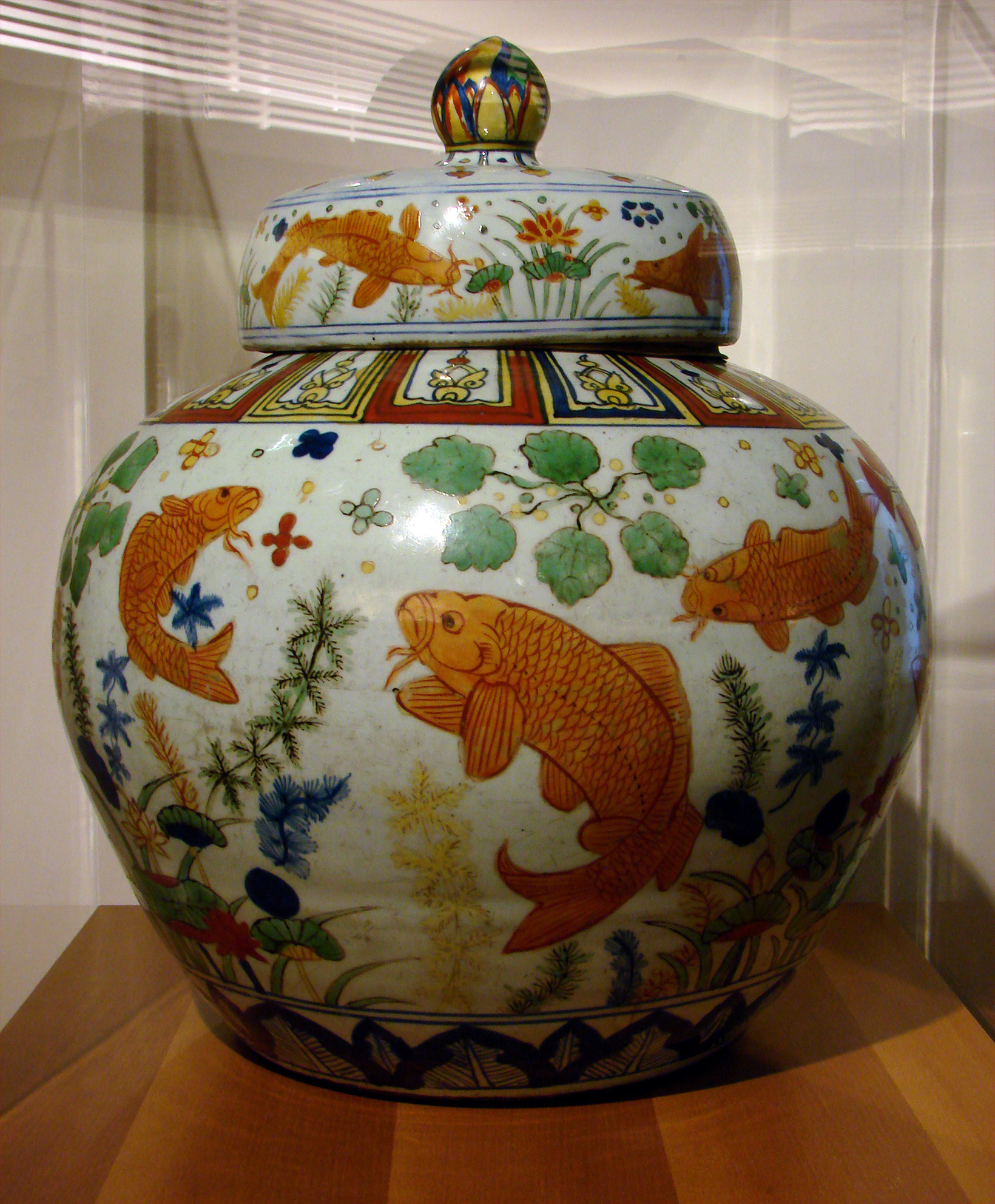
Un vaso di porcellana con pesci, dal periodo del regno Jiajing.

Jiajing fu un devoto seguace del Taoismo tentando di sopprimere il buddismo. Dopo l'attentato del 1542, Jiajing diede eccessiva attenzione al taoismo ignorando le sue funzioni imperiali: fece costruire il Tempio del Sole, il Tempio della Terra e Tempio della Luna e fece ampliare il Tempio del cielo. Con il passare degli anni, la sua devozione per il taoismo creò un grande deficit finanziario e anche dissenso in tutto il paese.
In particolare nei suoi ultimi anni, Jiajing trascorreva molto tempo nello studio dell'alchimia nella speranza di trovare farmaci per prolungare la sua vita. Avrebbe con la forza impegnato giovani ragazze e ragazzi in attività sessuali, nella speranza di prendere potenza insieme al consumo di elisir. Inviò sacerdoti taoisti a raccogliere minerali rari provenienti da tutto il paese per creare elisir, tra cui elisir contenenti mercurio, che a dosi elevate è altamente tossico.

### Eredità e morte
Nel 1567, dopo 45 anni sul trono imperiale (il secondo più lungo della dinastia Ming), l'imperatore Jiajing morì, probabilmente a causa di un'overdose di mercurio provocata dalla sua sistematica assunzione di elisir di lunga vita. Gli successe il figlio, l'imperatore Longqing. Anche se la sua regola sulla successione era di stabilità, la negligenza di Jiajing nei suoi compiti ufficiali determinò il declino della dinastia, a partire dalla fine del XVI secolo. Il suo stile di governo sarebbe stato emulato in seguito da suo nipote, durante il XVII secolo.

## Filmografia
- Atlantide - La grande muraglia, documentario, interpretato da Richard Woo.